# Jorunna parva
Jorunna parva – gatunek morskiego ślimaka z rzędu nagoskrzelnych i rodziny Discodorididae. Zamieszkuje przybrzeżne wody zachodniego Oceanu Spokojnego oraz zachodniej części Oceanu Indyjskiego. Ze względu na przypominający królika wygląd zyskał w 2015 dużą popularność w mediach społecznościowych.

## Taksonomia i występowanie

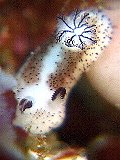
J. parva

Gatunek ten został po raz pierwszy opisany przez malakologa Kikutarō Babę w 1938 roku pod nazwą Thordisa parva. Jako miejsce typowe wskazał on Seto w dawnej prowincji Kii w Japonii. Do rodzaju Jorunna przenieśli go w 2008 roku Yolanda Ester Camacho-García i Terrence M. Gosliner, dokonując także jego redeskrypcji.
Ślimak ten spotykany jest w wodach południowej Japonii (z wyspami Riukiu włącznie), Korei, Tajwanu, Filipin, Indonezji, Papui-Nowej Gwinei, Palau, zachodniopacyficznej części Australii, Seszeli, Tanzanii i Południowej Afryki. Zwykle nie schodzi poniżej 20–25 m p.p.m.
Część specjalistów uważa, że ze względu na porozrywany zasięg i znaczne różnice w ubarwieniu część populacji klasyfikowanych jako J. parva może w rzeczywistości należeć do innych gatunków.

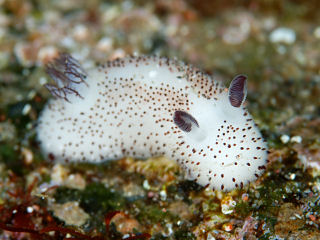

## Opis

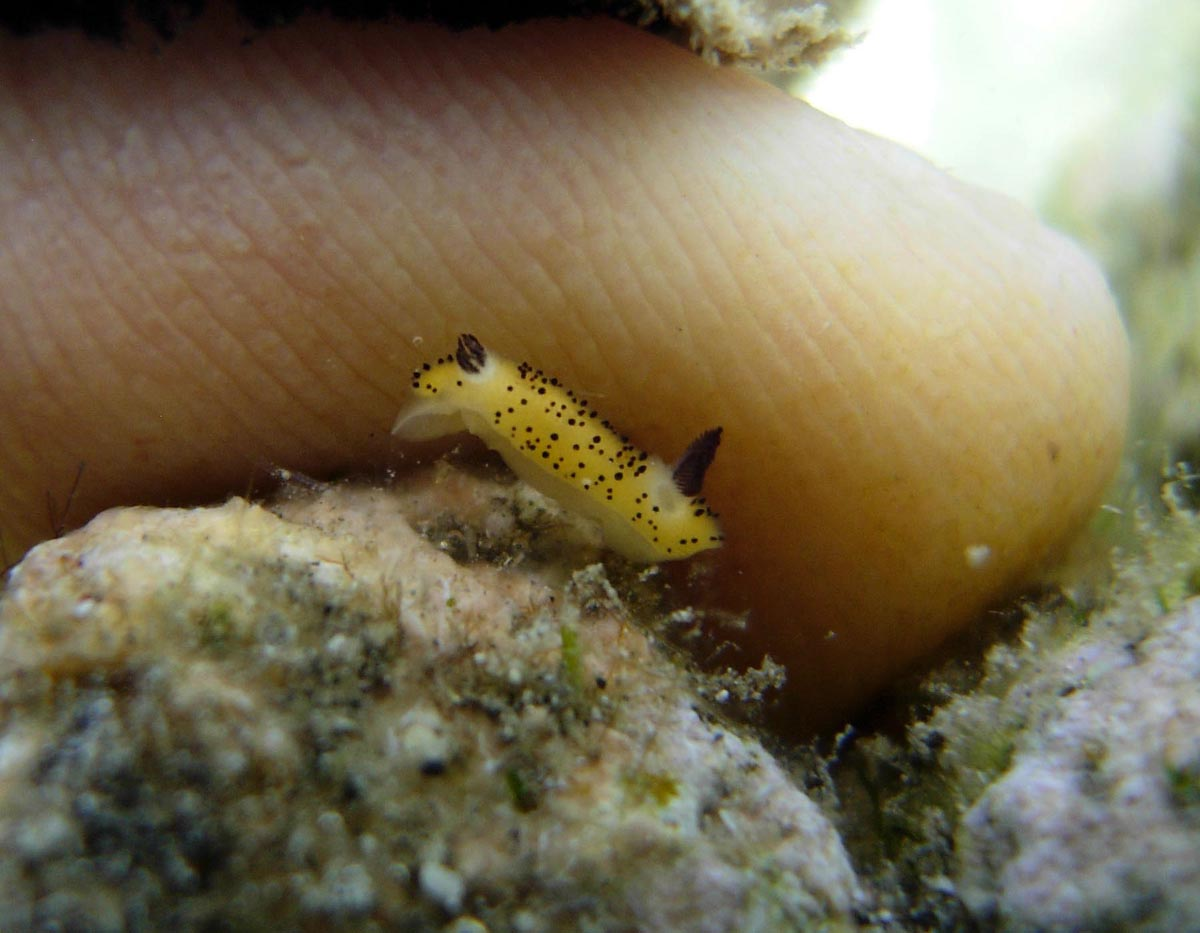
J. parva

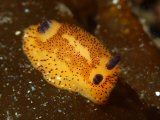
J. parva

Ślimak o wydłużonym, owalnym w zarysie ciele. Osiąga długość od 10 do 27 mm i szerokość od 13 do 21 mm. Część głowową ma słabo wyodrębnioną, zaopatrzoną w parę wydłużonych, palcowatych czułków gębowych oraz w parę rinoforów o niskich osłonkach i 14–15 blaszkach (lamellach). Wierzch ciała (notum) pokrywają liczne, wysokie, czułkowate brodawki (łac. caryophyllidia) o różnych kształtach i rozmiarach, długości około 80–210 μm. Większe z nich są liściowate, rozmieszczone rzadko i jednorodnie, zaś mniejsze są wydłużone i rozmieszczone gęściej. Brodawki te mają stożkowate części nasadowe, a na wierzchołkach długie kolce (spikule), otaczające małe, zaokrąglone, orzęsione guzki. W tyle wierzchniej strony ciała leży otwór odbytowy otoczony wianuszkiem skrzeli wtórnych, zbudowanych z 6–7 dwupierzastych listków skrzelowych. Przedni brzeg nogi jest wcięty.
Opis najczęściej występującego ubarwienia podali Y.E. Camacho-García i T.M. Gosliner. Wierzch ciała ma barwę ciemnożółtą przez ciemnopomarańczową do ciemnobrązowej. Wyższe z czułkowatych brodawek są ciemnobrązowe. Rinofory mają jasnożółte części osiowe i ciemne buławki lub buławki ciemnobrązowe, a części osiowe jasnożółte. Skrzela wtórne są jasnożółte u nasady i ciemnobrązowe u szczytu lub mają ciemnobrązowe części osiowe i jasnożółte listki. Barwa wargi górnej i czułków gębowych jest jasnożółta, przy czym ta pierwsza może mieć dwie pary brązowych kropek po bokach. Wokół brzegów płaszcza rozmieszczone są duże, białe gruczoły. Noga ma wierzch z ciemnobrązowymi: linią środkową i kropkami po bokach. Istnieją także formy o środku grzbietowej strony ciała lub całej tej stronie opalizująco białej i czarnych lub ciemnych: listkach skrzelowych, wierzchołkach rinoforów oraz kropkach na brodawkach i bokach wierzchniej strony ciała. Zabarwienie u niektórych osobników może nawet mieć odcień zielonkawy.
Warga górna ma gładki oskórek. Tarka zaopatrzona jest w 17–20 rzędów zębów. Ich wzór to 15.0.15 lub 18.0.18, co oznacza, że w każdym rzędzie brak zęba centralnego i obecnych jest 15 lub 18 zębów lateralnych w obu połowach rzędu (półrzędach). Najbardziej wewnętrznie położone z zębów są hakowate, wydłużone i nieząbkowane. Te położone w środkowych częściach półrzędów również są hakowate i pozbawione wyraźnych guzków. Najbardziej zewnętrzne zęby są mniejsze, słabiej hakowate niż poprzednie, a pięć spośród nich jest grzebieniastych. Narządy rozrodcze charakteryzuje długi i zakrzywiony gruczoł obojnaczy (ampulla) rozgałęziający się na krótki jajowód i przypłaszczoną, pośrodku zagiętą, podzieloną na dwie sekcje prostatę. Prostata łączy się z krótkim, zagiętym przewodem nasiennym, rozszerzającym się w krótką część wytryskową, uchodzącą do jednego przedsionka z krótką, nieuzbrojoną pochwą. Prącie pozbawione jest haków. Gruczoły dodatkowe są dużych rozmiarów, poskręcane, zaopatrzone w spiczasty kolec kopulacyjny o długości około 477 μm, połączone z przedsionkiem. Torebka kopulacyjna jest owalna, jednym przewodem połączona z długim przewodem macicy i gruszkowatym, mniejszym od niej zbiornikiem nasiennym, zaś drugim przewodem połączona z rozszerzoną, proksymalną częścią pochwy.

## Biologia
Jak inne nagoskrzelne J. parva są hermafrodytami, co oznacza, że produkują zarówno plemniki, jak i komórki jajowe.  Nie mogą same zapładniać swoich jaj. Jaskrawe, kontrastowe barwy tego ślimaka pełnią funkcję ostrzegawczą. Jego ciało jest silnie toksyczne. Zawarte w nim trucizny pochodzą z gąbek stanowiących jego pożywienie.

## W kulturze
Ślimaki te doświadczyły gwałtownego wzrostu popularności na Twitterze w Japonii w 2015 roku, choć w akwarystyce wykorzystywane były już wcześniej. Media anglojęzyczne ochrzciły je mianem „sea bunnies”, a polskojęzyczne „morskich króliczków” lub „morskich królików”. Nazwy te zawdzięczają licznym cechom przywodzącym na myśl królika, co tyczy się zwłaszcza ich okazów o białym ubarwieniu. Ich rinofory przypominają królicze uszy, a ich czułkowate brodawki – futro, choć wszystkie te narządy służą w rzeczywistości chemorecepcji (odpowiadają za zmysły węchu i smaku). Z kolei otaczające odbyt skrzela wtórne przywodzić mogą na myśl króliczy ogon (omyk).